# 務臺光雄
務臺 光雄（むたい みつお、新字体：務台 光雄、1896年6月6日 - 1991年4月30日）は、日本の実業家。読売新聞社（現・読売新聞東京本社、読売新聞グループ本社）の社長、名誉会長や、讀賣テレビ放送の会長を務めた。長野県南安曇郡温村（後に三郷村を経て現在は安曇野市）出身。
社会部や政治部が花形の新聞社にあって販売畑一筋で歩み、戦前まで東京を中心とした東日本のブロック紙に過ぎなかった読売新聞を日本屈指の全国紙にまで押し上げた。「読売と名が付けば白紙でも売ってみせる」と言ったとされ、その辣腕ぶりから「販売の鬼」と呼ばれたが演劇や登山を好む一面もある。プロ野球の歴史では反長嶋・反江川で親川上・親藤田の座標軸に据えられている。

## 来歴・人物
早稲田大学専門部政経科卒。繊維会社を経て、1923年、報知新聞社に入社。朝日新聞、大阪毎日新聞（現・毎日新聞）の東京進出で在京の新聞社が潰され報知も傾いていく惨状を目にする。販売局長を務めた後、1929年、読売新聞社社長の正力松太郎に見出され、読売新聞社に移籍し販売局に勤務。読売新聞の部数は第二次世界大戦前の東日本でライバルの「東京朝日新聞」（現・朝日新聞東京本社）、「東京日日新聞」（現・毎日新聞東京本社）を抜いて驚異的な躍進を遂げた。1944年、取締役業務局長に就任。

### 大阪にも読売進出
1951年、大阪にも読売新聞の発行本社を置きたいという正力の命により、務臺は元読売新聞社会部記者の竹井博友と共に大阪に本拠を置く社屋の用地探しに奔走し、阪神電気鉄道による社屋用地の仲介と大阪を地盤とする朝日、毎日両新聞の社長に大阪進出の了解を取り付けて、1952年10月、ようやく大阪讀賣新聞社（現・読売新聞大阪本社）を発足させ、務臺は初代社長に就任。近畿・中国・四国の有力新聞社から中堅の記者をスカウトし、新聞発行の基礎を固めた。1958年には大阪読売の部数拡大を目的として、準キー局の讀賣テレビ放送を開局させる。

### 九州にも読売進出
1962年、かねてから九州地方への進出機会をうかがっていた正力は務臺に九州進出を命じた。これより前に、正力は務臺に「九州と名古屋に進出するとすればどちらか」と訊ねたところ、務臺は「名古屋」と返答。しかし正力は「いや俺は九州だ」と断言し、以降務臺が幾度も正力の本意を翻そうと努力したが正力の決心が固く、九州進出が本決まりになってしまったとのことである。
務臺は戦前ならば外地（朝鮮・台湾・満州）向けへの取材・印刷拠点として九州進出は採算が取れるが、戦後は状況が変わっており、九州に進出するよりも名古屋に進出した方が読売にとってメリットが大きいと考えていた。しかし、決定した以上は想定される赤字を埋めるべく、1964年に読売巨人軍（以下巨人）の運営会社である読売興業株式会社が福岡県北九州市に読売新聞西部本社（後に福岡市に移転）を設置して読売新聞の発行を開始。さらに同社は高収益であった有楽町の読売会館を統合。巨人と読売会館の収益で読売新聞西部本社の赤字を埋める構造を確立し、読売グループの経営に影響がでないように手を打った。

### 正力の死後
1969年10月、読売の総帥・正力松太郎が死去。7ヵ月後の1970年5月、務臺は読売新聞社社長に就任し、正力の嫡男・正力亨はこれまで務めていた巨人オーナーに加え読売新聞社社主となり、亨と務臺はともに読売の最高実力者となった。正力の娘婿の小林與三次は実子の亨に弱く、亨は務臺に頭が上がらず、務臺は小林を正力の後継者として立てる三竦みの状況が続き、小林の下にいた渡邉恒雄は上の連中を追い落とすチャンスを狙い、跳ねあがっては務臺に睨まれて二股膏薬になっていた。

### 名古屋にも読売進出
前述の通り、務臺は読売新聞の名古屋進出の機会をうかがっていたが、正力の存命中は九州進出が優先してしまっていた。1974年に再度竹井博友と組んで名古屋市に中部読売新聞社を設立し、「中部読売新聞」を創刊。念願の名古屋進出を果たし、ようやく全国紙として朝日・毎日と肩を並べる体制になった。
進出時の低価格販売等いろいろ物議を醸してまで実施した名古屋進出については、その後の部数伸長が思わしくなく、中部読売新聞社が経営難に陥ったことから失敗を認め、読売新聞西部本社と同様に読売興業の経営に移管させた。

### 晩年
1981年、読売新聞社社長の座を正力の女婿である小林に禅譲し会長に就任。1983年には名誉会長となったが代表権は手放さず、1991年に死去するまで読売の最高実力者として君臨した。
1991年4月30日12時25分、心不全のため東京都中央区の聖路加国際病院で死去した。94歳没。務臺の死後、渡邉恒雄が読売新聞社社長に就任。読売は正力・務臺・小林の三頭体制から渡邉を中心とした集団指導体制に移行した。
葬儀は1991年6月4日に読売新聞社・日本テレビ放送網など読売グループの合同葬として東京都港区の青山葬儀所で行われた。葬儀では、読売日本交響楽団による追悼演奏が行われた後、巨人のV9時代の監督であった川上哲治らが弔辞を読み上げた。戒名は「豪徳寿院光翁義貫禅清大居士」。

### 巨人軍との関係
読売の最高実力者だった1970年代から90年代初頭にかけて、巨人の実質的なオーナーとして権力をふるい、「強い巨人の時代」を演出した。V9時代のように毎年優勝することは出来なくなったが、Bクラスも少ない安定したチームであった。
1974年、10連覇を逃した川上哲治が巨人軍の監督を勇退し、現役引退したばかりの長嶋茂雄が新監督に就任。6年間で2度のリーグ優勝を果たしたものの、長嶋時代の後期は3年連続V逸に加え、務臺が病気療養中で不在時に正力亨が引き起こしたいわゆる空白の一日事件などもあり、務臺は亨や長嶋への不信感を募らせていった。特に病気療養中で不在時に起こった空白の一日事件は、「巨人軍は読売の巨人軍じゃない。大衆の巨人軍だ」と常々言ってきた務臺にとって大きな衝撃だったようであり、亨への怒りは頂点に達した。1980年のシーズン終了後、長嶋を成績不振を理由に解任し、藤田元司を後任監督に据えた。しかし、この決断は多くの巨人ファンからの反発を招くこととなり、それが原因で読売新聞の販売部数を減らしたといわれる。それでも務臺の長嶋への不信感は終生変わることはなく、長嶋の巨人復帰は務臺が存命中タブーであった。
なお、藤田の後任監督である王貞治の1988年シーズン中での解任を決めたのも務臺である。この時、亨は王続投を念頭に置いていたが、務臺になかなか伝えられず、それを見て務臺はフロントの意向は解任にあると判断し、王解任を決めてしまったという。王の後任は再び藤田を起用し、藤田には全幅の信頼を寄せた。
藤田が「務臺さんがいなくなって、巨人がおかしくなっちゃった」と語るなど、1970年代から1980年代の巨人を評価する声もある。

## 家族
- 務臺猛雄（元ミヤギテレビ会長）
- 務臺昭彦（テレビ新潟社長。元日本テレビ執行役員メディア戦略局長）
- 務臺三郎　務臺の甥。巨人軍多摩川グラウンド（現・多摩川緑地広場硬式野球場）のグラウンドキーパーを長年務めた。
- 務臺鶴　　務臺の姪で三郎の妹。元後楽園球場のウグイス嬢。宮田征典の渾名「八時半の男」の命名主として著名。